# الکس هادو
الکس هادو (انگلیسی: Alex Haddow؛ زادهٔ ۸ ژانویهٔ ۱۹۸۲) بازیکن فوتبال اهل بریتانیا است.
از باشگاه‌هایی که در آن بازی کرده‌است می‌توان به باشگاه فوتبال همپتون و ریچموند بورو، باشگاه فوتبال هورشم، باشگاه فوتبال سالزبری سیتی، باشگاه فوتبال هارتلی وینتنی، باشگاه فوتبال ایستلی، باشگاه فوتبال ردینگ، باشگاه فوتبال سلو تاون، باشگاه فوتبال کارلایل یونایتد، و باشگاه فوتبال آلدرشات تاون اشاره کرد.